# Verdrag inzake de visserij en de instandhouding van de levende rijkdommen van de volle zee
Het Verdrag inzake de visserij en de instandhouding van de levende rijkdommen van de volle zee (Engels: Convention on Fishing and Conservation of the Living Resources of the High Seas) is een internationaal verdrag voor het behoud van de biologische rijkdom van de volle zee. Het 22 artikelen tellende verdrag werd op 29 april 1958 voorgelegd ter ondertekening en trad in werking op 20 maart 1966.

## Ondertekening en ratificatie
De volgende landen hebben het verdrag ondertekend en geratificeerd: Australië, België, Bosnië en Herzegovina, Burkina Faso, Cambodja, Colombia, Republiek Congo, Denemarken, Dominicaanse Republiek, Fiji, Finland, Frankrijk, Haïti, Jamaica, Kenia, Lesotho, Madagaskar, Malawi, Maleisië, Mauritius, Mexico, Montenegro, Nederland, Nigeria, Portugal, Senegal, Servië, Sierra Leone, Salomonseilanden, Zuid-Afrika, Spanje, Zwitserland, Thailand, Tonga, Trinidad en Tobago, Oeganda, Verenigd Koninkrijk, Verenigde Staten, Venezuela.
De volgende landen hebben het verdrag nog niet geratificeerd: Afghanistan, Argentinië, Bolivia, Canada, Costa Rica, Cuba, Ghana, Ierland, IJsland,  Indonesië, Iran, Israël, Libanon, Liberia, Nepal, Nieuw-Zeeland, Pakistan, Panama, Sri Lanka, Tunesië, Uruguay.